# Xanlar Hacıyev
Xanlar Hacıyev (Gəncə, 9 september 1956)  is een Azerbeidzjaans rechtsgeleerde.

## Carrière
Hacıyev heeft rechten gestudeerd aan de Staatsuniversiteit van Bakoe in Azerbeidzjan (1978) en het Instituut van Staat en Wet van de Russische Academie van Wetenschappen in Moskou (1980). Nadien werkte hij onder meer als rechter (1990-1992), vicepresident (1992-1993) en president (1993-1998) van het Hooggerechtshof van Azerbeidzjan. Vervolgens werd hij president van het Constitutioneel Hof van Azerbeidzjan.
Per 2 april 2003 vertegenwoordigde hij Azerbeidzjan als rechter bij het Europees Hof voor de Rechten van de Mens in Straatsburg. Hacıyev heeft twee termijnen gezeten en diende tot 3 januari 2017.